# Juliana Góngora
Juliana Góngora Rojas (Bogotá, 1988) es una artista plástica, escultora y docente de arte colombiana. Góngora desarrolla una conversación con materias orgánicas desde la configuración y la consolidación de sus obras. Su obra ha generado gran impacto en el campo actual de las artes colombianas ya que desde la fineza y el detalle con los que crea ha logrado construir una poética acorde a los conceptos cosmogonicos, culturales e íntimos en los cuales basa la conceptualización de su trabajo. Dicha dialéctica visual la ha llevado a destacarse varias exposiciones nacionales e internacionales y en el año 2016 a ser ganadora del premio arte joven, un espacio creado para la visibilizarían de artistas emergentes residentes en Colombia, con su obra “ Lavanderas”. 

## Biografía
Artista plástica y escultora colombiana. Actualmente ejerce como docente de cátedra en el área de escultura del programa de Artes Plásticas de la Universidad Jorge Tadeo Lozano  y en la Pontificia universidad Javeriana en Bogotá. Obtuvo su licenciatura en Artes Plásticas en la Universidad Nacional de Colombia en Bogotá, donde obtuvo mención honorífica por mérito académico, dándole la oportunidad de ingresar automáticamente a la maestría de artes plásticas en la misma institución. Durante su posgrado, fue becaria y docente auxiliar en la Escuela de Artes Plásticas, donde dicto clases de dibujo y escultura. 
Participó en la residencia del MacVal Musèe d’art contemporain du Val-de-Marne como artista invitada en el marco del año Colombia-Francia en 2017. En 2016 realizó la exposición individual "Labor" en el espacio de Flora ars+natura en Bogotá, donde evidencio su capacidad para transformar y resignificar de múltiples formas los materiales, en este caso la sal. Además, en el 2015 fue reconocida con la Beca de creación para artistas emergentes del Ministerio de Cultura y ha realizado residencias artísticas en lugares como Nueva York, Francia, Cali y Bogotá.

## Materias y proceso creativo
El trabajo de Góngora se preocupa por la resignificación de los materiales en pro de la construcción de un diálogo entre material e idea, llegando a una nueva concepción de la materia misma, llegando a contradecir y resignificar el material mismo desde la interacción con otro. Esta particularidad con la que la artista trabaja los materiales viene de su singular observación y percepción del mundo que la rodea y que, como bien lo ha expresado Góngora, la atraviesa y la transforma.
“Me gusta estar atenta a los procesos de transformación de la materia. Creo que la escultura reside en la tensión que surge cuando dos materiales se encuentran y crean lo opuesto, permitiendo lo imposible, lo insospechado. La sal puede ser tosca, roer, y al mismo tiempo conserva y limpia. La leche líquida, al mezclarse con cal, puede adquirir la solidez de un cuenco. El hilo de araña puede ser una estructura invisible y etérea, pero a la vez es fuerte y resistente. Los granos de arena pueden ser muy pequeños y, sin embargo, el universo puede estar contenido en uno solo de ellos. Considero la escultura como un lenguaje transversal. El lente con el que puedo ver el mundo, mi forma de relacionarme y mi forma de ser. ” Juliana Góngora

### Proceso creativo desde la interacción con la materia
La obra de Juliana Góngora abarca múltiples disciplinas de las artes plásticas, tales como la escultura, el tejido, el video performance, el performance, la instalación y la escritura como canal creativo y plástico. su proceso, el cual podemos evidenciar en su página web, denota un interés profundo por la experimentación y la con materiales poco convencionales, tales como la leche, la sal, la arena, la cal, los residuos orgánicos y la tierra entre otras. Estas materias hablan de un territorio y de una cotidianidad propia de la artista, que a la vez dialoga con una cotidianidad regional, cultural y hasta religiosa trascendiendo lo íntimo haciendo de su obra una experiencia sensible de lo universal.

por las características de sus materiales y de su uso peculiar podemos afirmar que la obra de Góngora desborda viva, esta se transforma por naturaleza y comprende los estados del tiempo como algo inherente a su existencia, por ende comprende su desintegración como parte de su existir. No solo tiene una temporalidad, sino una corporalidad que se ve afectada, la obra está creada para transmutar, al contrario de lo que se exige en la creación de una pieza, esta se da completamente al azar de la fragilidad de la transformación, por ende, de la desintegración. Así mismo la artista se refiere a estas materias como cuerpos que la acompañan en su labor, entes con los que dialoga desde el respeto y el entendimiento de ellos como un otro.
“Yo tengo muchos materiales que me llaman la atención, pero hasta la actualidad todavía no los he concretado, y por lo tanto no han tomado forma, pero siguen estando ahí en mi taller, en mi vida, en mi casa y en mi mente, y sé que llegará el tiempo de enfrentarlos; mientras tanto los seguiré masticando, y es en ese masticar cuando comienzo a sentir la existencia de un cuerpo.”  Juliana Góngora, 2022

## Obra
- Extensiones de horizonte, 2010.2011 mezcla de tierra fique y melaza. Expuesta en el campus de la universidad nacional de Colombia sede Bogotá.
- Ser piedra en la saliente, 2012 instalación compuesta de piedra y sebo.
- Ser piedra ser piel ,2012 video performance.
- Ensayos sobre la fe, 2012 arena e hilo de araña.
- Silencio, en respuesta a Patricia Ariza, 2012 homenaje a la exministra de cultura Patricia Ariza. instalación en el museo del banco de la república Bogotá, Colombia
- Palabra dura, 2012 video performance.
- proyecto “E n t r e”, 2023 proyecto conformado por dos instalaciones in situ, “desequilibrio y movilidad” (granos de sal) y la segunda donde la artista pone en diálogo dos bloques de tierra donde en el medio nace una especie de frijol en extinción. Este proyecto se dio en el marco de la exposición de “Nuevos nombres” que se llevó a cabo en el museo de arte del Banco de la República.[7]

- Dormilona, 2014 obra resultada de la residencia artística “en Lugar a Dudas” en Cali, Colombia.  la obra consta de una campana que hace parte de algunos materiales residuales del centro de la ciudad de Cali, esa en su interior alberga una planta “dormilona” o “mimosa” típica en la zona del bosque tropical de América.

- Hilantes, 2012-2015 Hilantes busca la sutileza de lo imperceptible, algo tan específico como la captación del sonido que hace una araña al tejer. Este objeto escultórico fue expuesto en el jardín botánico (2014), en “imagen regional 8” (2014-2015), en “lugar a dudas” (2015), “espacio odeón” (2015) y en el salón Arte joven (2015)  registro de la obra: https://www.julianagongorarojas.com/blank-16
- Hilantes, 2014 segunda parte del proyecto “Hilantes”  la artista crea una cúpula rescatando procesos de construcción artesanal, esta cúpula está compuesta de tierra, arena, greda, fique y melaza.  esta fue expuesta en el jardín botánico de Bogotá, Colombia.
- Labor, 2015-2016 En la obra “Labor” podemos evidenciar una parte más íntima de la artista, ya que es desde la observación de su linaje, más específicamente sus abuelos de parte paterna provenientes del Espina, Tolima, donde reconoce en la casa que ellos habitaban una gran cantidad de materias, tales como el adobe con los que empieza a tener otro tipo de conversaciones matéricas y conceptuales que denotaran un nuevo devenir para su obra.
- Les Humeurs ,2017 Les Humeurs (los Humores) es un conjunto de piezas expuestas en el museo Mac Val de París, resultantes de una residencia en la cual participó la artista.
- Cuba Juca o Canto de piedra (2018)  acción performatica donde se enaltece el sonido de dos piedras al chocar una contra la otra.
- Hilo de leche (2018.2019)  esta es la primera obra donde la artista empieza a explorar una materia que ha permeado su trabajo desde entonces, la leche.
- Cuerpo de leche (2020)  en esta obra Góngora empieza a explorar la leche desde su forma más plástica, transformándola para poder construir una poética desde la materia.
- Lengüitas sagradas (2020)  Trabajo colaborativo entre la comunidad Koreguaje en Florencia, Caquetá.

## Premios
- BECA DE CREACIÓN PARA ARTISTA DE TRAYECTORIA INTERMEDIA – MINISTERIO DE CULTURA. Referida por convocatoria nacional. Programa de Estímulos 2020. Bogotá, Colombia. 2020
- PREMIO AMBRA ARQUITECTURA. Referida por ZONAMACO como premio de adquisición febrero 2020.
- RESIDENCIA ARTISTICA, MAC VAL MUSÈE D’ART CONTEMPORAIN DU VAL-DE –MARNE Invitación dentro del marco del año Colombia Francia. Vitry-sur-seine, París / Francia. Mayo – agosto 2017
- RESIDENCIA ARTISTICA, MILDRES´S LANE. Referida por Fundación FLORA ARS+NATURA Pennsylvania. EE. UU. Julio - agosto 2016.
- PREMIO ARTE JOVEN, COLSANITAS Y EMBAJADA DE ESPAÑA. Referido por trayectoria artística. Bogotá, Colombia. 2016
- BECA DE CREACIÓN PARA ARTISTAS EMERGENTES – MINISTERIO DE CULTURA. Referida por convocatoria nacional. Programa de Estímulos 2015. Bogotá, Colombia. 2015
- BECA FLORA – ARTISTA EN RESIDENCIA. Referida por convocatoria. Bogotá, Colombia. Febrero - diciembre 2015
- RESIDENCIA ARTISTICA, “LUGAR A DUDAS” MINISTERIO DE CULTURA. Referida por convocatoria nacional. Programa de Estímulos 2014. Cali, Colombia. Noviembre - diciembre 2014.

## Exposiciones
- BIENAL13 MERCOSUL – TRAUMA, SUEÑO, FUGA, PORTOALEGRE, BRASIL. Curaduría Marcelo Dantas. Septiembre – noviembre 2022
- RIVUS 23 BIENNALE DE SYDNEY 2022. Exposición Colectiva, Sydney Australia. The Cutaway at Barangaroo. Febrero – Junio 2022
- ZONAMACO – GALERÍA ESPACIO CONTINUO, Solo Show. CDMX. Febrero 2022
- CÁMARA DE COMERCIO SALA ARTBO - CUERPOS POR TIERRA. Exposición Colectiva, Bogotá Colombia. Diciembre 2021 - enero 2022
- GALERIA ESPACIO CONTINUO / ARTBO – ARRULLOS. Exposición individual, Bogotá, Colombia. Septiembre - noviembre 2021
- MUSEO BANCO DE LA REPUBLICA – IRES Y VENIRES / DIALOGOS EN TORNO A LA COLECCIÓN. Muestra colectiva, Bogotá Colombia. Marzo 2021 – junio 2022
- GALERIA NUEVEOCHENTA – CUERPO DE LECHE. Exposición individual, Bogotá Colombia. Noviembre – diciembre 2020
- GALERIA LOKKUS – CON ESTA BOCA EN ESTE MUNDO. Exposición colectiva, Medellín Colombia. Octubre – diciembre 2020
- GOODMAN GALLERY - LA COURTE ÉCHELLE. Exposición colectiva, Julio – agosto 2020
- BIENAL12 MERCOSUL – FEMENINO(S). VISUALIDADES, ACCIONES Y AFECTOS, PORTOALEGRE, BRASIL. Curaduría Andrea Giunta. Abril – mayo 2020
- ZONAMACO – GALERÍA ZILBERMAN, CDMX. Febrero 2020
- LA FÁBULA DE ARACNE - 45 SALON NACIONAL DE ARTISTAS, EL REVÉS DE LA TRAMA Curaduría Alejandro Martín. Exposición colectiva, Bogotá Colombia. Septiembre – noviembre 2019
- PASADO TIEMPO FUTURO, ARTE EN COLOMBIA EN EL SIGLO XXI – MAMM (MUSEO DE ARTE MODERNO DE MEDELLÍN) Exposición colectiva, Medellín Colombia. Marzo – julio 2019
- ARTECAMARA – ARTBO 2018. “Todo lo tengo, todo me falta” Curaduría a cargo de Carolina Ponce de León. Exposición colectiva, Bogotá Colombia. Octubre 2018
- LES HUMEURS – MAC VAL MUSÈE D’ART CONTEMPORAIN. Exposición individual, Vitry-surseine, París / Francia. Octubre 2017 – enero 2018
- ARTE JOVEN, EMBAJADA DE ESPAÑA Y COLSANITAS. Galería Nueveochenta Exposición colectiva. Julio 2016
- 44 SALÓN NACIONAL DE ARTISTAS “AUN”. Todo lo que traigo lo llevo conmigo, Curaduría Ximena Gama y Pamela Desjardins. Exposición colectiva. Septiembre – Octubre 2016
- NOGUERAS BLANCHARD, BARCELONA MADRID. Exposición colectiva. Mayo – julio 2016
- FLORA ARS+NATURA, LABOR. Exposición individual. Febrero – Marzo 2016
- MUSEO BANCO DE LA REPÚBLICA, NUEVOS NOMBRES VERSIÓN 2013 – DESEQUILIBRIO Y MOVILIDAD. Exposición colectiva. Octubre 2013 – Febrero 2014